# R1 Airlines
R1 Airlines, precedentemente nota come Regional 1 Airlines, era una compagnia aerea charter canadese con sede a Calgary.

## Storia
La società fu costituita con la denominazione Westpoint Airlines Ltd. nel 2002 e iniziò le attività di volo nell'estate dell'anno successivo con DHC-8-300. Il 31 agosto 2004 cambiò nome in Regional 1 Airlines Ltd., incominciando a volare nel Canada occidentale con Bombardier CRJ e i precedenti DHC-8-300. L'11 settembre 2005 l'aerolinea cessava le operazioni regolari a favore di servizi charter e ACMI. Nel novembre 2013 le due società che controllavano Regional 1 Airlines e Air Georgian si fusero per formare Holding Regional Express Aviation Limited (in breve REAL). Nonostante questo, le due aerolinee continuarono ad operare autonomamente poiché la prima era presente solamente nel settore charter. Nell'autunno 2013 il vettore accorciava la denominazione in R1 Airlines mantenendo comunque la stessa flotta.
L'8 aprile 2019 la Canadian Transportation Agency ha sospeso il certificato di operatore aereo, a causa della mancanza di alcuni documenti. Dopo che R1 sospendette tutti i voli nel mese di settembre, il 20 febbraio 2020 l'organismo statale ha reso permanente l'interdizione al volo. Inoltre dichiarava che, se le licenze non fossero state ripristinate entro il 2021, il vettore avrebbe perso tutti i titoli definitivamente, fatto che poi si è verificato.

## Flotta

### Flotta finale

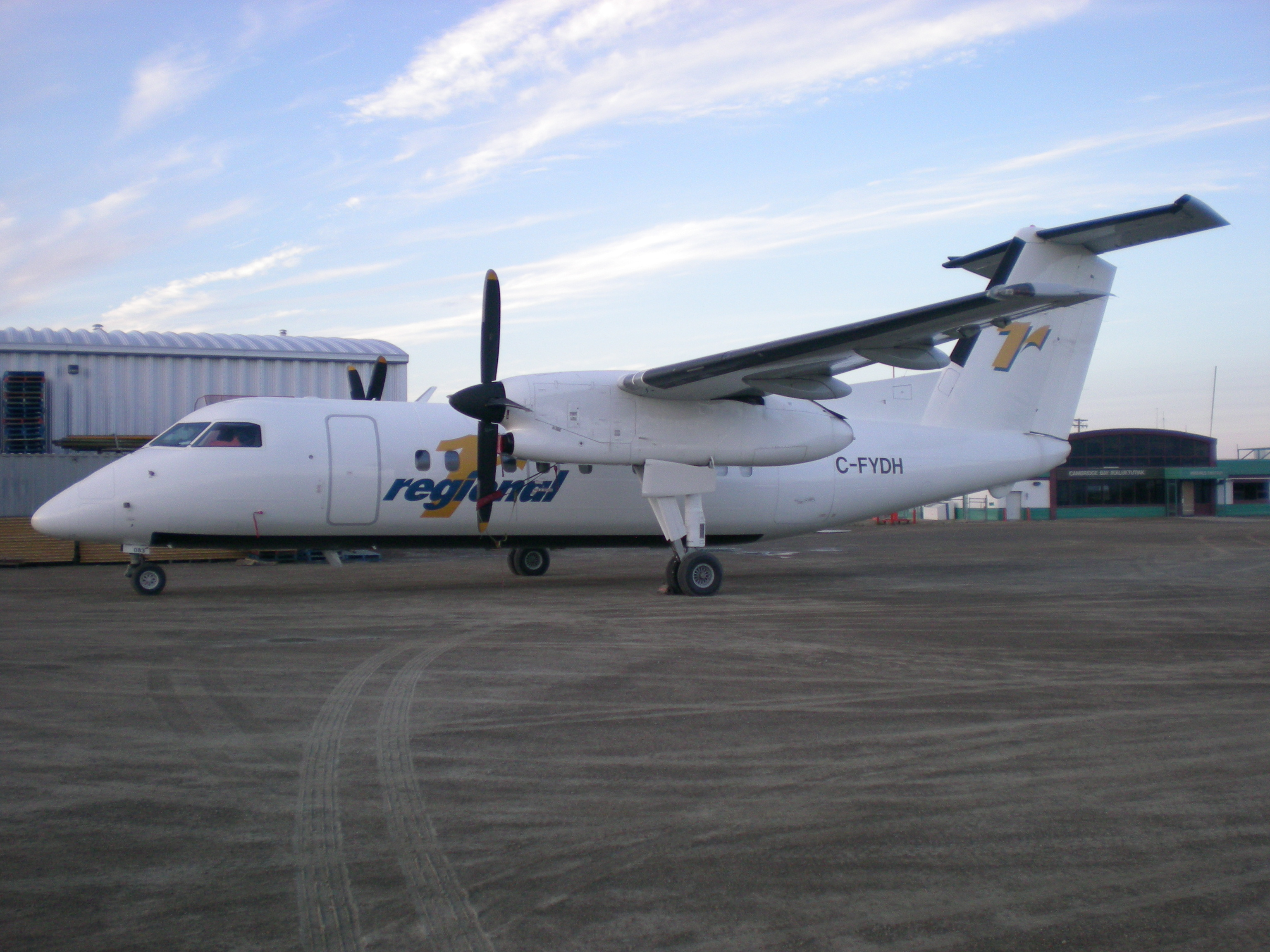
Un De Havilland Canada DHC-8-300.

A maggio 2020 la flotta R1 Airlines risultava composta dai seguenti aerei:

### Flotta storica
Nel corso degli anni sono stati utilizzati i seguenti tipi di aerei: